# متجول استكشاف المريخ

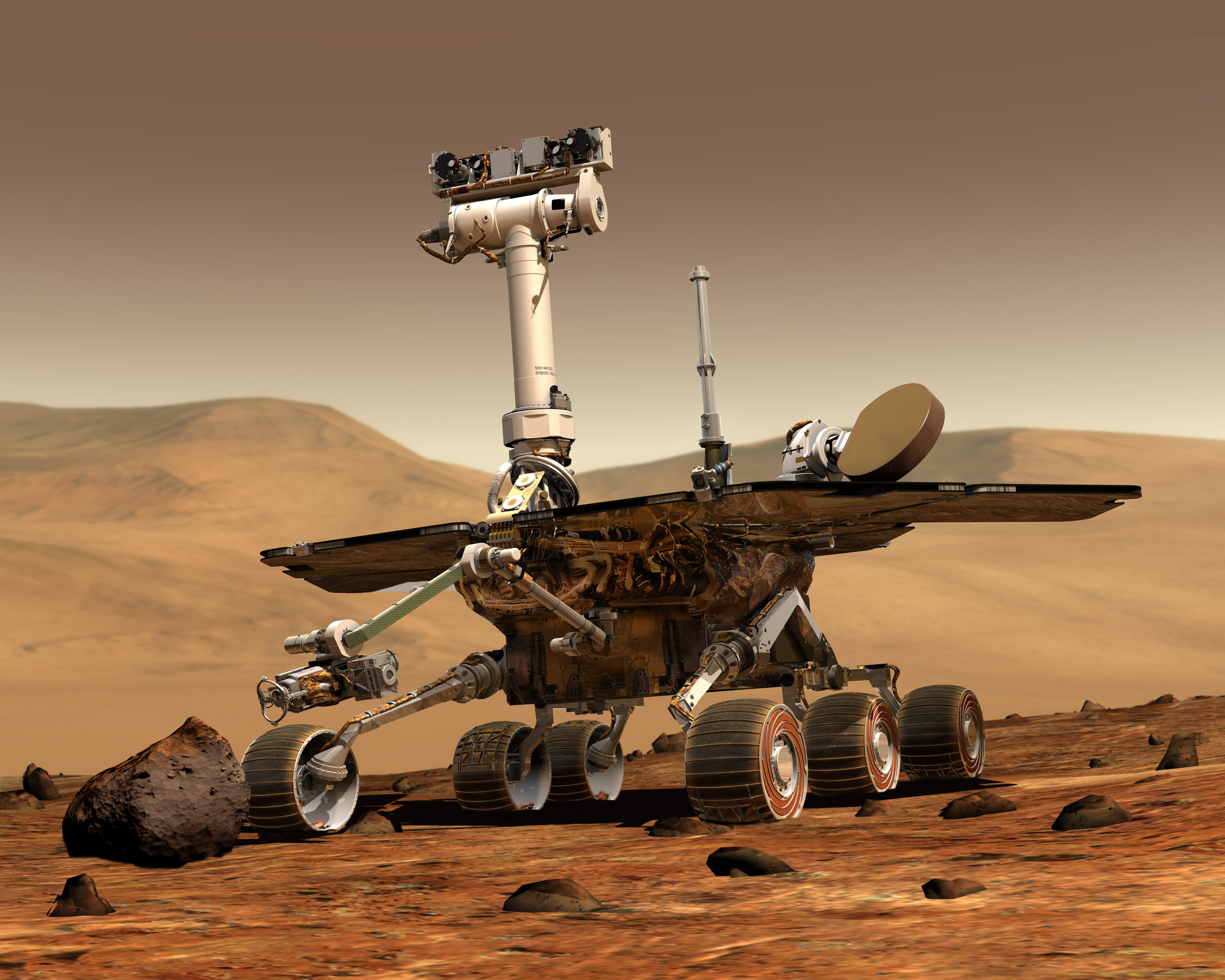
فكرة أحد الفنانين عن متجولة المريخ

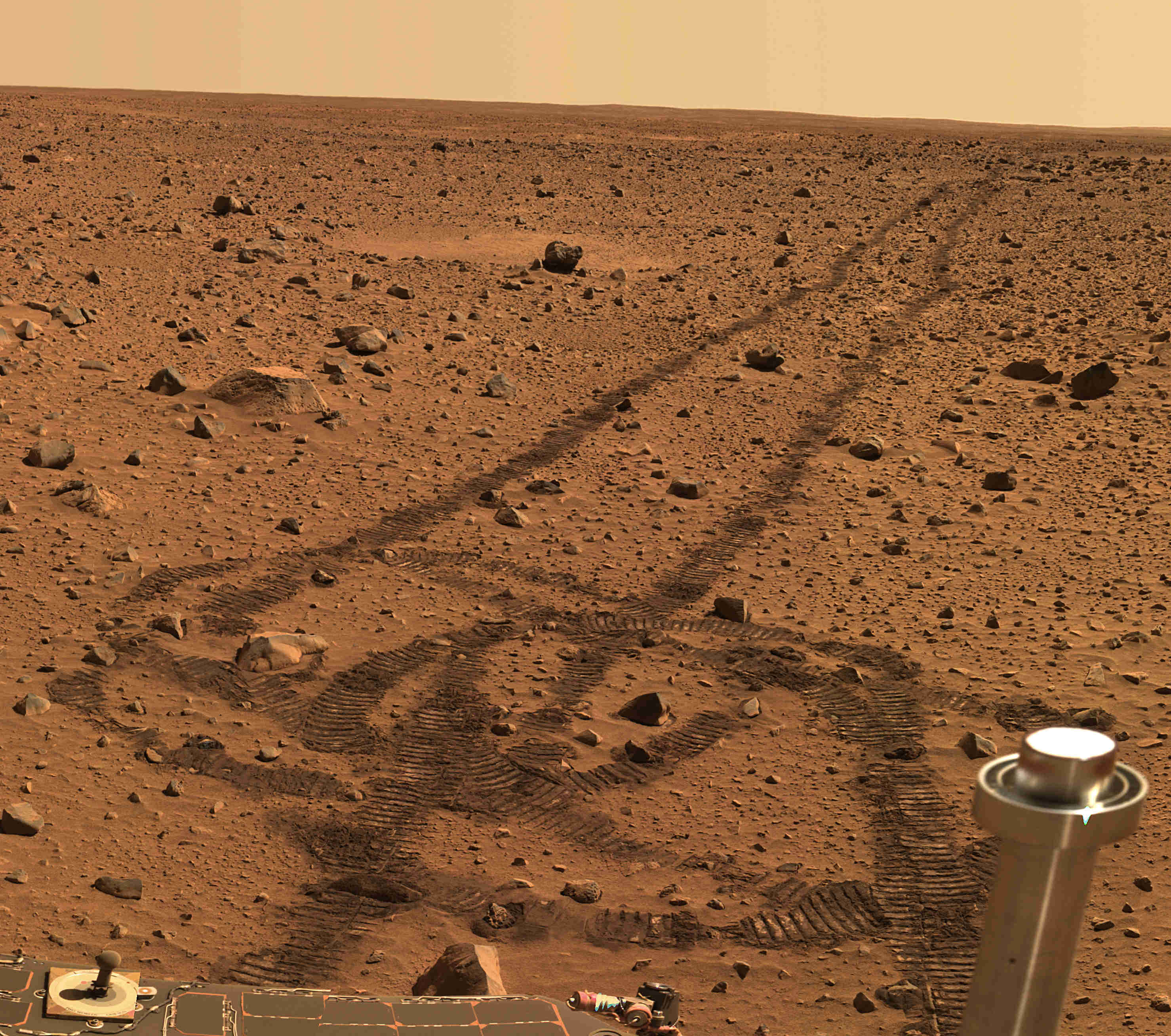
جزء من بانوراما مأخوذة من عربة سبيريت في أيار 2004

متجول استكشاف المريخ أو عربة استكشاف المريخ (بالإنجليزية: Mars Exploration Rover، يُختصر إلى MER) هي مهمة مستمرة الأمد من وكالة الفضاء الأمريكية (ناسا) لاستكشاف كوكب المريخ وتشمل متجولان مريخيّان، الأولى هي سبيريت (بالإنجليزية: Spirit)، والثانية هي أبورتيونيتي (بالإنجليزية: Opportunity). حيث بدأت في 2003 بإرسال العربتين المتجولتين: MER-A سبيريت و MER-B أبورتيونيتي لاستكشاف السطح المريخي و جيولوجيا المريخ، و كلا العربتين عاشت مدتها المخطط لها التي كانت يقدر مبدئيا ب 90 يوم شمسي على المريخ.
MER-A سبيريت كانت على قيد الخدمة حتى 22 مارس 2010، بينما MER-B أبورتيونيتي فاستمرت في الخدمة حتى 10 يونيو 2018. يجدر بالذكر بأن نجاح تلك المهمة أدى لأرسال عربة متجولة جديدة أكبر حجماً هي كيوريوسيتي (بالإنجليزية: Curiosity).

## الأهداف
لفد كان الهدف العلمي للبعثة للبحث توصيف مجموعة واسعة من الصخور والتربة التي تحمل أدلة على نشاط المياه في الماضي على سطح المريخ. وهذه المهمة هي جزء من برنامج ناسا لاستكشاف المريخ، والذي يتضمن ثلاثة هبوطات ناجحة في السابق: هبوطي برنامج فايكينغ في 1976 ومسبار مارس باثفايندر في عام 1997.
وقد بلغت التكلفة الإجمالية لصناعة وإطلاق وهبوط وتشغيل هذه العربات على سطح المريخ لمهمتها الأساسية 90-SOL الأولية 820 مليون دولار أمريكي.
بلغت تكلفة بناء وإطلاق وهبوط وتشغيل الروفرات على سطح المريخ في أول 90 يوم مريخي من المهمة الأساسية 820 مليون دولار. مُددت مهمة كل روفر من الروفرات خمس مرات بسبب استمرار عملها بعد أوّل 90 يوم مريخي من المهمة الأساسية. مُددت المهمة للمرة الخامسة في أكتوبر من عام 2007 واستمرت بالعمل حتى نهاية عام 2009. بلغت تكلفة أول أربع عمليات تمديدٍ للمهمة 104 مليون دولار، أمّا بالنسبة للتمديد الخامس فقد كان من المتوقع أن تبلغ تكلفته 20 مليون دولار على الأقل.
في يوليو عام 2007، هبّت عاصفة غبارية مريخية خلال التمديد الرابع للمهمة، ما أدى إلى حجب ضوء الشمس عن الروفرات وهدد إمكانية تجميعها للطاقة بواسطة ألواحها الشمسية، ما شكّل قلقًا عند المهندسين من تعطّل أحد الروفرين أو كليهما بشكل دائم. لكن بعد ذلك، انتهت العواصف الغبارية ما سمح للروفرين باستئناف عملهما.
ثُبّت الروفر سبيريت في تربة المريخ الناعمة في 1 مايو من عام 2009 أثناء التمديد الخامس للمهمة. وبعد ما يقارب تسعة أشهر من المحاولات لإعادة الروفر إلى مساره، بما في ذلك استخدام روفرات الاختبار على الأرض، أعلنت ناسا في 26 من يناير عام 2010 إعادة تخصيص الروفر سبيريت بصفته منصة علمية ثابتة. من شأن وضع سبيريت الجديد مساعدة العلماء بطرق لا يمكن لمركبة متنقلة أن تقوم بها، مثل اكتشاف ‹‹تذبذبات›› في دوران الكوكب، ويمكن أن يشير هذا إلى نواة سائلة. فقد مختبر الدفع النفاث (جاي بّي إل) الاتصال مع سبيريت بعد آخر إشارة منه في 22 مارس من عام 2010، وقد استمرت المحاولات لإعادة الاتصال حتى 25 مايو من عام 2011، وكان وقت المهمة المنقضي حينها قد بلغ ست سنوات وشهرين وتسعة عشر يومًا، أو خمسة وعشرين ضعفًا لمدة المهمة المخطط لها في الأساس.
سُمّي اثنين من الكويكبات باسم الروفرين تقديرًا لكمية المعلومات العلمية الهائلة التي جمعاها، وهما 37452 سبيريت، و39382 أبورتيونيتي. أدار مختبر الدفع النفاث التابع لناسا المهمة، وهو الذي قام أيضًا بتصميم وبناء وتشغيل الروفرين.
أعلنت ناسا في 24 يناير عام 2014 أنّ الدراسات الحالية التي يجريها الروفر الباقي أبورتيونيتي وأيضًا مختبر علوم المريخ الروفر كيوريوسيتي ستبحث عن دليل لوجود حياة قديمة، متضمنةً المحيط الحيوي، بالاعتماد على الميكروبات (الكائنات الحية الدقيقة) ذاتية التغذية وكيميائية التغذية و/ أو ذاتية وكيميائية التغذية، بالإضافة إلى المياه القديمة، ويتضمن ذلك بيئات فلوفيو-لاكوسترين (السهول التي ترتبط بالبحيرات أو الأنهار القديمة) التي يمكن أن تكون صالحة للسكن. أصبح البحث عن دليل لصلاحية السكن وعلم التاريخ الحفري (مرتبط بالمستحاثات) وعن الكربون العضوي على كوكب المريخ هدفًا أساسيًا لناسا.
الأهداف العلمية لمهمة روفر استكشاف المريخ هي:
- البحث عن تشكيلة من الصخور والتُّرب ووصفها، إذ يمكنها أن تحمل أدلة عن نشاط قديم للمياه. تشمل العينات التي يتم البحث عنها بشكل خاص تلك التي تحوي على المعادن المترسبة بفعل العمليات المرتبطة بالمياه مثل الهطول، والتبخر، والملاط الرسوبي أو النشاط المائي الحراري.
- تحديد توزع ومكونات المعادن والصخور والترب المحيطة بمواقع الهبوط.
- تحديد العمليات الجيولوجية التي شكلت التضاريس الحالية والتي أثّرت على التركيب الكيميائي الخاص بها. مثل العمليات التي تتضمن التعرية (الحت) بتأثير الماء أو الرياح، وعمليات الترسيب، والآليات المائية الحرارية، والنشاط البركاني، وعمليات تشكّل الفوهات. إجراء المعايرة والتحقق لأرصاد سطح المريخ التي قام بها المستكشف المداري للمريخ بواسطة معداته. إذ سيساعد هذا بتحديد دقة وفعالية المعدات المختلفة التي تقوم بعملية مسح لجيولوجيا المريخ من المدار.
- البحث عن المعادن الحاوية على الحديد، لتحديد ومطابقة الكميات النسبية لأنواع معينة من المعادن التي تحتوي على الماء أو تشكلت في الماء، مثل الكربونات الحاملة للحديد.
- وصف بنية الصخور والترب وتحديد معدنيتها من أجل استنتاج العمليات التي أدت لتشكلها.
- البحث عن أدلة جيولوجية في الظروف البيئية السائدة عندما كان الماء السائل موجودًا.
- تقييم تلك البيئات فيما إذا كانت داعمة للحياة.

## نبذة تاريخية
أُطلق المسباران مير-إيه (سبيريت) ومير-بي (أبورتيونيتي) في 10 يونيو عام 2003، و7 يوليو عام 2003 على التوالي. وقد أُطلق المسباران على متن صواريخ دلتا2 7925-9.5 بوينغ من مجمع الإطلاق الفضائي 17 في محطة القوى الجوية في كيب كانافيرال (سي سي إيه إف إس إس إل سي-17). وقد حُمل المسبار مير-بي على متن النسخة الثقيلة من صاروخ الإطلاق، ما قاده للحاجة إلى طاقة إضافية لدخول مدار المريخ. وُضعت مركبتا الإطلاق على المنصات إلى جانب بعضها، إذ كانت مير-إيه على المنصة سي سي إيه إف إس إس إل سي-17 إيه وكانت مير-بي على المنصة سي سي إيه إف إس إس إل سي-17 بي. سُمح للمنصتين بالعمل خلال فترات إطلاق كوكبية متقاربة 15 يوم و19 يوم، أي كان آخر يوم مسموح لإطلاق مير-إيه هو 19 يونيو عام 2003، أمّا اليوم الأول المسموح لإطلاق مير-بي فكان 25 يونيو عام 2003. نجح برنامج خدمات الإطلاق التابع لناسا بإطلاق كلا المركبتين. حطّ المسباران على المريخ في يناير عام 2004 في موقعين استوائيين منفصلين بعيدين عن بعضهما. فقدت شبكة الفضاء السحيق الاتصال بالروفر سبيريت في 21 يناير عام 2004، لأسباب اعتُقد أنها في الأصل مرتبطة بوابل متوهج فوق أستراليا. أرسل الروفر رسالة فارغة من البيانات، وأيضًا في وقتٍ لاحقٍ من ذلك اليوم، فوّت اتصالًا آخر مع الماسح الشامل للمريخ. تلقى مختبر الدفع النفاث في اليوم التالي صفيرًا من الروفر يشير إلى أنه في وضع سيئ. نجح فريق الرحلة في 23 من يناير في إعادة الروفر إلى الإرسال. اعتُقد أنّ الخلل كان ناتجًا عن خطأ في النظام الفرعي لذاكرة الروفر الوميضية. لم ينجز الروفر أي أنشطة علمية لمدة عشر أيام، في حين حدّث المهندسون برامجه وقاموا بالاختبارات. حُلّت المشكلة عن طريق إعادة تهيئة الذاكرة الوميضية لسبيريت واستخدام التصحيح البرمجي لتجنب الحمل الزائد على الذاكرة. رُقّي الروفر أبورتيونيتي أيضًا إذ أُجري له تصحيح برمجي وقائي. عاد سبيريت للقيام بالعمليات العلمية بشكل كامل في 5 فبراير.
عُقد مؤتمر صحفي في 23 مارس عام 2004 معلنًا عن «اكتشافات عظيمة» تحمل دليلًا على وجود المياه السائلة على سطح المريخ في الماضي. وقد عرض وفد من العلماء صورًا وبيانات تكشف عن نمط طبقي وتطبّق متصالب في الصخور البارزة في الفوهة الواقعة في سهل ميريدياني بلانوم موقع هبوط مير-بي (أبورتيونيتي). يشير هذا إلى أنّ الماء تدفق في هذه المنطقة يومًا ما. يشير أيضًا التوزيع غير المنتظم للكلور والبروم إلى أنّ هذا المكان كان خطًا ساحليًا لبحر مالح، وقد تبخر الآن.
أعلنت ناسا في 8 أبريل عام 2004 عن تمديد مهمة الروفرين من ثلاثة إلى ثمانية أشهر. وقدمت على الفور تمويلًا إضافيًا بقيمة 15 مليون دولار في سبتمبر، ومن ثم 2.8 مليون دولار لكل شهر من أجل استمرار العمليات. وصلت أبورتيونيتي في وقت لاحق من ذلك الشهر إلى فوهة إندورنس، إذ استغرقت خمسة أيام لتقطع 200 متر. أعلنت ناسا في 22 سبتمبر أنها ستمدد مهمة الروفرين لستة أشهر أخرى. غادر أبورتيونيتي فوهة اندورنس، وتفقد درعه الحراري المهمل، وتقدم إلى فوهة فيكتوريا. وقد حاول الروفر سبيريت الصعود إلى قمة تلال كولومبيا.